# Периферија (Терамо)
Периферија (итал. Periferia) је насеље у Италији у округу Терамо, региону Абруцо.
Према процени из 2011. у насељу је живело 45 становника. Насеље се налази на надморској висини од 172 м.